# 파테베네프라텔리 안과 병원
파테베네프라텔리 안과 병원(이탈리아어: ospedale Fatebenefratelli e Oftalmico)은 밀라노에 있는 병원으로, 2016년부터 다른 조직과 함께 ASST 파테베네프라텔리 사코(이탈리아어: ASST Fatebenefratelli Sacco)의 일부였다.

## 같이 보기
- 밀라노 대학교 국제 의과 대학
- 천주의 성 요한 수도회(이탈리아어: Fatebenefratelli)
- 산 주세페 병원